# Egnasia ephyrodalis
Egnasia ephyrodalis là một loài bướm đêm trong họ Noctuidae.